# Villa de los Niños
Villa de los Niños är en ort i Mexiko.   Den ligger i kommunen Acatlán de Juárez och delstaten Jalisco, i den centrala delen av landet, 500 km väster om huvudstaden Mexico City. Villa de los Niños ligger 1 639 meter över havet och antalet invånare är 1 490.
Terrängen runt Villa de los Niños är huvudsakligen kuperad, men västerut är den platt. Terrängen runt Villa de los Niños sluttar västerut. Runt Villa de los Niños är det tätbefolkat, med 266 invånare per kvadratkilometer. Närmaste större samhälle är Santa Cruz de las Flores, 9,1 km norr om Villa de los Niños. I omgivningarna runt Villa de los Niños växer i huvudsak blandskog.